# کنسولگری عراق در کرمانشاه
کنسول‌گری عراق در کرمانشاه یک مکان دیپلماتیک و سیاسی در شهر کرمانشاه است که زیر نظر سفارت عراق در تهران به فعالیت می‌پردازد. این کنسولگری پیش از انقلاب هم فعال بود، اما دور جدید فعالیت آن از سال ۱۳۸۴ و پس از سقوط حکومت صدام حسین آغاز شده‌است.
جابر عبدالله به عنوان اولين سركنسولگر عراق در كرمانشاه در روز ۱۵ بهمن ۱۳۸۴ با حضور در ساختمان استانداری کرمانشاه، استوارنامۀ خود را به عبدالمجید غفوری استاندار وقت كرمانشاه تقديم كرد. ظهر روز ۱۶ بهمن ۱۳۸۴ نیز مراسم افتتاح کنسولگری عراق در کرمانشاه با حضور مسئولان سیاسی ایران و عراق برگزار شد.

## مکان
کنسول‌گری عراق، در خیابان فردوسی کرمانشاه، جنب پارک لاله واقع شده‌است.

## سرکنسول
هم اکنون جعفر ستار الخزاعلی به عنوان سرکنسول عراق در شهر کرمانشاه می‌باشد.

## فهرست کنسول‌های عراق در کرمانشاه
- جابر عبدالله
- وسام العوادی
- عبدالستار السلمانی
- علی محمد علی گلالی (کفیل موقت)
- هاشم ابراهیم هاشم
- خالد کریم محمد زنگنه (کفیل موقت)
- مصطفی ابراهیم موسی
- علی جاسم محمد (کفیل موقت)
- قیس عبدالله سلیمان (کفیل موقت)[۴]
- شیرین محمد نوری (کفیل موقت)
- جعفر ستار الخزاعلی

## وقایع
- کنسولگری عراق در کرمانشاه پیش از انقلاب بهمن ۱۳۵۷ هم فعال بود. این کنسولگری در تاریخ ۱۴ آبان ۱۳۵۸ مورد حمله یک گروه مذهبی قرار گرفت. مهاجمان این حمله را در پاسخ به حمله‌ای مشابه به کنسولگری ایران در بصره در همان روز عنوان کرده بودند و مدعی بودند عراق مشغول «نقشه برداری و جمع‌آوری اطلاعات از منطقه کرمانشاه» است.[۵][۶][۷][۸]
- در ۲۰ تیر ۱۳۸۵ تلویزیون الجزیره اعلام کرد که سرکنسول عراق در کرمانشاه که در حال گذراندن مرخصی خود در بغداد بوده، ربوده شده‌است.[۹]